# روبرت باوتشر
روبرت باوتشر هو لاعب هوكي الجليد كندي، ولد في 14 فبراير 1904 في أوتاوا في كندا، وتوفي في 10 يونيو 1931.

## وصلات خارجية
- روبرت باوتشر على موقع دوري الهوكي الوطني (الإنجليزية)
- روبرت باوتشر على موقع EliteProspects.com (الإنجليزية)
- روبرت باوتشر على موقع HockeyDB.com (الإنجليزية)
- روبرت باوتشر على موقع Hockey-Reference.com (الإنجليزية)